# Paquita Bernardo
Paquita Bernardo, apodada «La Flor de Villa Crespo» (1 de mayo de 1900, Buenos Aires, Argentina - Ib., 14 de abril de 1925), cuyo nombre verdadero era Francisca Cruz Bernardo, fue una compositora de tangos y la primera bandoneonista profesional argentina.

## Primeros años
Era hija del matrimonio de los inmigrantes españoles José María Bernardo nacido en 1860  en Almería, Andalucía y emigrado a Buenos Aires en 1887 y su madre María Jiménez, también del sur español y diez años menor. Paquita nació en Buenos Aires en la calle Gorriti casi esquina Canning (cuyo nombre actual es Scalabrini Ortiz).
Eran muchos hermanos: Enrique (1889), Mercedes (1890), Josefina (1891), Arturo (1895), Paquita (1900), Luis (1903), José (1906) y María (1911).
Comenzó sus estudios primarios en una escuela pública de la calle Padilla (por ese entonces sus padres se habían mudado ya al barrio de Villa Crespo al Pasaje Mangiante (luego desaparecido) que estaba ubicado en Camargo 569 y el sexto grado lo cursó en otra escuela pública ubicada en Corrientes y Pringles. Como mostraba inclinación por la música sus padres, que tenían buen pasar, la enviaron en 1915 a estudiar piano al conservatorio de la profesora Catalina Torres. Al mismo lugar concurría a estudiar bandoneón el joven José Servidio, apodado "Balija", que con los años devendría un conocido músico y autor del tango El bulín de la calle Ayacucho. Esto dio oportunidad a Paquita de conocer ese instrumento y advertir su preferencia por el mismo, por lo que comenzó a estudiarlo a escondidas con la ayuda del método de Augusto Pedro Berto. Téngase en cuenta que en esos años se consideraba que los instrumentos musicales propios de las jóvenes podían ser la guitarra o el piano pero que el bandoneón, cuya ejecución obligaba a abrir y cerrar las piernas, era totalmente inapropiado para ellas; sin embargo, con ayuda de hermanos y amigos Paquita pudo convencer a su padre que le permitiera continuar con este instrumento y así fue que recibió las enseñanzas de Pedro Maffia, que tenía su misma edad, y Enrique García.

## Su actividad como música
A partir de 1920 comenzó a actuar en diversos cafés y salones, principalmente de Villa Crespo, donde nacieron los apodos de "La Flor de Villa Crespo" y de "La Mujer Bandoneón". Iba acompañada de sus hermanos Arturo, que era baterista, o Enrique, que era propietario de un taxi. Nunca vistió pantalones, a veces reemplazaba la blusa por una camisa y corbata. Algunos de esos lugares fueron:
- Café ABC, en la esquina sudoeste de Scalabrini Ortiz y Córdoba.
- Café La Paloma, en Santa Fe y el arroyo Maldonado (actual Juan B. Justo).
- Café de Peracca, en Corrientes 5456.
- Café San Bernardo, en Corrientes 5434.
- Café San Jorge, en Thames entre Villarroel y Vera.
- Café La Terraza, en Costanera Sur, cerca de la fuente Las Nereidas de Lola Mora.
- Café de Venturita, en Corrientes y Serrano.
- Glorieta La Victoria, en Corrientes 5566.

En 1921 fue contratada por $ 600 mensuales, que en ese momento era una suma importante, para actuar en el bar "Domínguez" de la calle Corrientes 1537 con un sexteto denominado "Orquesta Paquita" que además de ella integraban los jóvenes Osvaldo Pugliese al piano, Alcides Palavecino y Elvino Vardaro en violines, Miguel Loduca en flauta y su hermano Arturo Bernardo en batería. Allí estaba Paquita, cara redonda, ojos oscuros, larga melena con rulos, blusa blanca, falda negra, sentada sosteniendo el bandoneón sobre sus rodillas, con los pies apoyados en un almohadón recamado, y el público acudía a verla y escucharla en tal cantidad que la policía debía desviar el tránsito de la calle Corrientes que, en esa época, era angosta.
Actuó en la inauguración de "Radio Cultura" tocando tangos acompañada por el pianista José Tanga, que luego integraría el conjunto de Francisco Lomuto. En los años siguientes, además del "Domínguez", actuó en los bares "La Paloma", "La Glorieta" y "La Terraza", así como en el balneario municipal ubicado en la Costanera sur y también en la confitería "18 de Julio" de la ciudad de Montevideo. En 1923 fue la única música que actuó en "La gran fiesta del Tango" organizada por la Sociedad de Compositores en el teatro "Coliseo". Desde el 10 de diciembre de 1924 hasta fines de febrero de 1925 se presentó en el teatro "Smart" con la compañía de Blanca Podestá actuando en el fin de fiesta con José Tanga, Manuel Vicente, Bartolo López, Miguel Loduca, Arturo Bernardo y el cantor Florindo Ferrario. En el mismo teatro  en ocasión de hacerse un homenaje al músico Amadeo Vives interviene Paquita acompañada al piano por Enrique Delfino.

## Su labor como compositora
Compuso unas quince piezas musicales, comenzando por el tango Floreal que grabó por Juan Carlos Cobián y siguiendo Villa Crespo, Cerro Divino (vals que compuso en homenaje a Montevideo cuando estuvo trabajando en esa ciudad)) y Cachito, tango dedicado a Horacio J. Domínguez que era el hijo del propietario del Café Domínguez, que se convirtió en La Enmascarada cuando le puso letra Francisco García Jiménez y que fue grabado por Carlos Gardel y también por Roberto Firpo en 1955. También compuso Soñando, con letra de Eugenio Cárdenas, obra que recibió en 1924 el sexto premio en el primer concurso de tangos organizado en el Teatro Grand Splendid por la firma Max Glücksmann. Otras obras fueron el tango La Luciérnaga y los pasodobles Dejadme solo y La maja.
Paquita, que no llegó a grabar ningún disco, falleció en su barrio de Villa Crespo el 14 de abril de 1925 como consecuencia de las complicaciones derivadas de un resfrío mal cuidado. Algunas versiones refieren que su muerte se explica porque padecía de tuberculosis que agravó su estado de salud.